# Charsfield
Charsfield – wieś w Anglii, w hrabstwie Suffolk. Leży 15 km na północny wschód od miasta Ipswich i 122 km na północny wschód od Londynu.